# ジンバブエにおける死刑

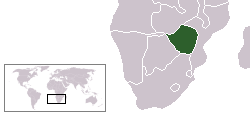
ジンバブエ

ジンバブエにおける死刑（ジンバブエにおけるしけい）の項目では、ジンバブエにおける死刑について解説する。
ジンバブエにおいて最後に行われた死刑執行は2005年7月22日であり、死刑執行人が引退してから後任が決まらない状態が続き死刑が執行されていない。その後、2012年には候補者が選定されたものの承認を得られなかった。バージニア・マブヒザ (Virginia Mabhiza) 司法副大臣（常任秘書）によると、2017年の死刑執行人の求人では数ヶ月で50人以上の応募が集まったという。AFPの報道ではこの背景としてジンバブエの失業率の高さを挙げており、ある調査ではジンバブエの失業率は90%以上であったと報道した。
ジンバブエの刑法（2016年改正）における死刑は国家反逆罪・殺人・内乱が対象となるため、死刑執行が行われなくなってからもこれらの犯罪を犯した場合、裁判所は死刑判決を下していた。なお、それらの行為を行ったものが21歳未満及び70歳以上の場合と女性の場合は、ジンバブエ憲法第48条2項により死刑を科すことが出来なかった。
その後、2024年12月31日に非常事態時を除き死刑が廃止され、死刑囚約60人が禁錮刑に減刑された。それだけでなく、非常事態時を除き裁判所が死刑判決を出すことを禁じ、既に判決が出ている場合は禁錮刑に減刑することとなった。
2025年4月のアムネスティ・インターナショナルによる報告によれば、ジンバブエは現在は、 通常犯罪のみ死刑が廃止されている国家のひとつである。